# Arrowroot
Arrowroot of pijlwortel (Maranta arundinacea) is een grote, overblijvende plant uit het geslacht Maranta en wordt in regenwouden gevonden. Arrowroot is ook de naam van het makkelijk verteerbare zetmeel uit de wortelstokken.
Het is een 0,5-1,5 m hoge struik met een overblijvende, knollig verdikte wortelstok. De wortelstok is 10–30 cm lang, wortelvormig en heeft een witte, bittersmakende schil. De bovenaardse plantendelen zijn eenjarig. De stengel is meestal behaard. De bladeren zijn afwisselend geplaatst, lancetvormig, toegespitst, behaard, 10–25 cm lang en tot 12 cm breed. De bloemen zijn wit, buisvormig en groeien dichtopeen in hangende pluimen.
De arrowroot komt voor in Midden- en Zuid-Amerika en in de tropen van de Oude Wereld. Ook komt hij voor in het wild in Florida. Hij wordt voornamelijk geteeld in West-Indië (Jamaica en Saint Vincent en de Grenadines), Australië, Zuidoost-Azië en Zuid-Afrika.

## Cultivatie en bereiding
De wortelstokken worden een jaar na het planten geoogst. Ze bevatten ongeveer 23% zetmeel. Ze worden eerst gewassen en daarna ontdaan van de papierachtige schil. Ze worden daarna opnieuw gewassen, gedroogd en tot pulp vermalen. De melkachtige vloeistof die zo wordt verkregen wordt gefilterd zodat een poeder van zetmeel wordt gewonnen. Dit poeder staat in de handel bekend als “arrowroot”. Het wordt verkocht in blikken en pakjes.
Arrowroot is in het verleden in de handel vaak vervalst door het goedkopere aardappelzetmeel en andere vergelijkbare substanties, zodat bij de aanschaf moet worden opgepast. De echte arrowroot is een licht wit poeder. Het voelt vast aan en klinkt als verse sneeuw wanneer dit in de handen wordt geperst. Het is reukloos als het droog is, maar het verspreidt een zwakke eigenaardige geur als het met kokend water wordt vermengd. Tijdens het koken vormt het een perfecte gelei met een erg gladde consistentie in tegenstelling tot vervalste artikelen met aardappelzetmeel en vergelijkbare zetmelen met een lagere waarde, die grotere stukken bevatten. De meeste zetmeel, die als arrowroot wordt verkocht is in werkelijkheid cassavemeel, dat niet dezelfde geleivormende eigenschappen en voedingswaarde heeft. Kudzu-meel wordt ook vaak als arrowroot verkocht.
Arrowroot wordt gebruikt als bestanddeel van biscuit, pudding, gelatine, cake en bouillons. Het is licht verteerbaar en wordt gebruikt door mensen met een speciaal dieet.

## Geschiedenis
Archeologische studies hebben bewijs geleverd dat arrowroot al 11.000 jaar geleden werd gecultiveerd. De naam zou kunnen komen van de inheemse (Arawak) bevolking van de Cariben van hun woord “aruaru” (maaltijd der maaltijden). De arrowroot is voor hen basisvoedsel. De naam zou ook kunnen komen van het gebruik van arrowroot bij het behandelen van pijlwonden (arrow wounds). De naam pijlwortel is een verkeerde vertaling van de Engelse naam.
Arrowroot werd vroeger ook gebruikt in de papierindustrie. Maar tegenwoordig wordt daarvoor tarwemeel gebruikt nadat er een methode was ontwikkeld om tarwemeel economisch te scheiden door centrifugeren.
De arrowroot is in Nederland te zien in de Botanische Tuin TU Delft.